# Bospark
Het Bospark (Frans: Parc Forestier) is een publiek park in Anderlecht in het Brussels Hoofdstedelijk Gewest dat ingericht werd op de vroegere begraafplaats.

## Geschiedenis
De oude begraafplaats van Anderlecht werd in 1866 ingehuldigd maar werd te klein wegens de bevolkingsaangroei. De laatste begrafenis vond plaats in 1953 en in 1954 werd de nieuwe gemeentelijke begraafplaats Vogelenzang in dienst genomen. De oude begraafplaats werd heringericht als park en officieel heropend in 1967. De ingangspoort werd ontworpen door architect Louis Ernest S'Jongers. De monumentale gevel werd ontworpen door Ferdinand Craps en De Keyser.
De hoofdingang werd behouden aan het Rustplein. De pijlers van blauwe steen aan de ingang en de vijf traveeën van de oorspronkelijke stadsmuur zijn de enige architectonische overblijfselen van de oude begraafplaats. Het golvend landschap met wegen en bomen werd ook behouden. Het park werd geklasseerd op 3 juli 1997.
In 2004 werd een sportterrein aangelegd met een voetbalveld uit kunststof en een stenen tafeltennistafel. In 2008 werd een kleine speeltuin geïnstalleerd. In 2016 draagt de gemeente Anderlecht het beheer over aan Leefmilieu Brussel.

## Flora
Het park bevat meer dan 280 bomen en struiken zoals fraxinus, esdoorn, linde en acacia, soms beladen met maretak of hulst. Zesendertig van deze bomen worden als opmerkelijk voor het Brussels Hoofdstedelijk Gewest beschouwd, onder andere:
- een berk met een omtrek van 2,12 meter
- drie hemelbomen (omtrek 3,52 m, 3,34 m en 2 m)
- een Chinese balsempopulier (omtrek 1,61 m)
- twee robinia's (omtrek 3,52 m en 3,14 m)
- een vlier (omtrek 2,10 m)
- zeven zilverlinden (omtrekken variërend van 3,65 tot 2,19 m)[4]